# Musikanter, polskor och andanter
Musikanter, polskor och andanter är ett studioalbum av Pelle Björnlert & Johan Hedin. Albumet är deras första tillsammans och utgavs 2006.

## Låtlista
1. "Donat 1798" - 3:21 (polska av Sven Donat)
2. "Bröllopspolskan" - 2:21 (efter A. Fredin och L. J. Sundell)
3. "Marsch" - 2:57 (efter August Strömberg)
4. "Sorgerliga var.../Herrborum" - 4:52 (visa från Lofta socken, polska av Pelle Björnlert)
5. "Vals Vivaldi" - 2:54 (av Pelle Björnlert)
6. "Sunhult" - 2:57 (polska)
7. "Bröllopsmarsch" - 3:01 (efter Nils Bernhard Ljunggren)
8. "Isakspolskan" - 2:54 (av Pelle Björnlert)
9. "Långdanser" - 3:24 (från Vikbolandet och Jät)
10. "Barockpolskan" - 3:42 (efter L. J. Sundell)
11. "Mandapolskan" - 3:00 (av Pelle Björnlert)
12. "Helfvetets trapper" - 3:14 (polska ur Carl Johan Johanssons notbok)
13. "Svanpolskan" - 3:03 (efter August Fredin)
14. "Brännvin är mitt enda gull..." 1:52- (visa ur Wiedes vissamling)
15. "Fogelvikar'n" - 1:55 (polska ur Andreas Dahlgrens notbok)
16. "Polo" - 2:55 (polska ur Johan Fogelbergs notbok)
17. "Inte sörjer jag..." - 3:58 (polska efter Johan August Pettersson)
18. "Södra Vi" - 2:45 (polska ur Carl Johan Johanssons notbok)
19. "Visa från Gotland" - 0:55
20. "Upp å ut å gå" - 3:29 (polska efter Karl Andersson)
21. "När gästerna avresa" - 2:24 (brudlåt efter Carl Wiking)